# Стенли (Вирџинија)
Стенли (енгл. Stanley) град је у америчкој савезној држави Вирџинија. По попису становништва из 2010. у њему је живело 1.689 становника.

## Демографија
Према попису становништва из 2010. у граду је живело 1.689 становника, што је 363 (27,4%) становника више него 2000. године.
| Група             | 2000.         | 2010.         |
| Белци             | 1.284 (96,8%) | 1.636 (96,9%) |
| Афроамериканци    | 0 (0,0%)      | 5 (0,3%)      |
| Азијати           | 0 (0,0%)      | 3 (0,2%)      |
| Хиспаноамериканци | 33 (2,5%)     | 32 (1,9%)     |
| Укупно            | 1.326         | 1.689         |